# 優しい世界へ
「優しい世界へ」（やさしいせかいへ）は、龍幸伸の同名漫画を原作とするテレビアニメ『ダンダダン』の第7話。前回のエピソードでは妖怪・アクロバティックさらさらと、綾瀬桃・高倉健・白鳥愛羅との戦いが描かれた。第7話では戦いが終わり、アクロバティックさらさらの妖怪になる前の経歴や、愛羅への愛着の理由などが描かれる。
このエピソードはサイエンスSARUによって制作され、松永浩太郎が演出、瀬古浩司が脚本、牛尾憲輔が音楽、榎本柊斗が絵コンテと作画監督を担当した。アクロバティックさらさらの過去のシーンが漫画よりも大きく重視されており、スタッフは制作が難しかったと振り返った。2024年11月15日（14日深夜）にMBS・TBS系列で放送され、Netflix、Hulu、Crunchyrollなどの動画配信サービスでも配信された。
評論家はストーリーのほか、演技や音楽なども称賛している。特に生前のアクロバティックさらさらを描いたシーンは高く評価されている。

## あらすじ
第6話「ヤベー女がきた」では、白鳥愛羅が不思議な金色の玉を手に入れた影響で、妖怪の姿が見えるようになる。愛羅と綾瀬桃が倉庫で対立していると、自分が愛羅の母親だと信じ込んでいる妖怪・アクロバティックさらさらが現れる。桃と駆け付けた高倉健に抵抗されたアクロバティックさらさらは激怒し3人を飲み込むが、飲み込んだ自身の髪の毛が内側から燃やされると、3人を吐き出す。
第7話では、桃と健が愛羅を奪ったとしてアクロバティックさらさらが激怒し、自身の髪の毛を使って倉庫の中で彼らを追い回す。桃と健はアクロバティックさらさらの動きを封じるが、愛羅が妖怪に飲み込まれた影響で死亡していることが判明する。桃と健が蘇生を試みていると、アクロバティックさらさらは愛羅を蘇生させるために自身のオーラを愛羅に渡すことを提案する。桃が自身の超能力を使って愛羅とアクロバティックさらさらのオーラを繋ぐと、桃と愛羅は生前のアクロバティックさらさらを見ることができるようになる。アクロバティックさらさらは元々幼い娘をもつ人間のシングルマザーで、借金返済のためセックスワークを含む複数の仕事をこなしていたことが明らかになる。借金を返済できなかった彼女は借金取りからの暴行で重傷を負い、娘を誘拐される。娘を取り戻すことができず自殺した彼女は、その後彷徨う霊となり、娘のことを忘れてしまう。幼少期の愛羅は霊を感知し、死亡したばかりの母親と誤解する。霊は自分が愛羅の母親だと信じ込み、愛羅を守るために妖怪へ姿を変える。
愛羅はアクロバティックさらさらのオーラを受け取って生き返る。ターボババアは、オーラを失ったアクロバティックさらさらは未練を残しているため成仏することができず、生者からも死者からも忘れられて消えてしまうと語る。体が崩れていくアクロバティックさらさらが娘に起こったことを後悔していると、愛羅はアクロバティックさらさらを抱きしめ、愛していること、宇宙で一番幸せだったことを告げ、アクロバティックさらさらと娘が優しい世界へと行けるように願う。その後、愛羅はアクロバティックさらさらを決して忘れないと誓う。

## 登場人物
綾瀬 桃（あやせ もも）
声 - 若山詩音
高倉 健（たかくら けん）
声 - 花江夏樹
ターボババア
声 - 田中真弓
白鳥 愛羅（しらとり あいら）
声 - 佐倉綾音
アクロバティックさらさら
声 - 井上喜久子
アクさらの娘
声 - 木野日菜

## 制作と放送
「優しい世界へ」は『ダンダダン』の他のエピソードと同様に、龍幸伸の漫画を原作としており、サイエンスSARUがアニメーション制作を担当している。このエピソードでは、松永浩太郎が演出、瀬古浩司が脚本、牛尾憲輔が音楽を担当した。絵コンテは榎本柊斗が担当しており、これが榎本にとって初めて絵コンテを担当したエピソードとなった。『ダンダダン』のプロデューサーでサイエンスSARU所属の崎田康平は、未経験の分野でも意欲があるスタッフに積極的に参加してほしいと考えており、アニメーターとしての成果を高く評価していた榎本が絵コンテに興味があると知ったことから、榎本を絵コンテに起用した。榎本は作画監督も兼任しており、松永と連携して作業した。生前のアクロバティックさらさらを描いたシーンは原作漫画からシーンが追加・延長され、約10分間にわたって描かれている。榎本は、監督の山代風我がアクロバティックさらさらを中心に膨らませていったアイデアをもとに絵コンテを描いたが、難しい部分もあり、完成できるか不安に感じることもあったとインタビューで振り返っている。松永は、特にアクロバティックさらさらが階段を降りていくシーンが難しかったと述べている。榎本は、アクロバティックさらさらが誘拐された娘を追いかけるシーンではBlenderを使用して3Dレイアウトを絵コンテの段階から用意し、最終的な映像を想像しながら作業していった。
榎本はエピソード全体を通して予めどのアニメーターに任せるか考えながら絵コンテを描いていた。アクロバティックさらさらとの戦いの構図を描く際、榎本は「髪の毛によってアクさら自身が囚われている」印象が出るようにすることを意識していた。エピソード序盤の髪の毛を使った攻撃のシーンや髪の毛を引きちぎるシーン、心臓マッサージをするシーンの原画はそれぞれじゅら、石守源太、奥谷花奈が担当した。愛羅が初めてアクロバティックさらさらと出会った時、漫画ではアクロバティックさらさらは妖怪に近い姿で描かれているが、アニメでは人間に近い姿で描かれた。愛羅がアクロバティックさらさらを抱きしめる終盤のシーンの原画は伊藤香奈が担当した。榎本によると、伊藤に依頼することは絵コンテを描く段階から考えていたという。榎本は、伊藤による原画は完璧で、修正する必要はなかったと述べている。
アクロバティックさらさら役の声優・井上喜久子は20年前、自身の6歳の娘をプールに放置してしまい、危険だと気付き急いで戻った経験について語った。井上は、娘が溺れるかもしれないという恐怖から、戻る途中の息遣いは半泣きのようであったと回想した。井上は、娘を誘拐した者を追いかけるアクロバティックさらさらの辛さに共感し、このシーンでの呼吸の演技に当時の経験を盛り込んだと述べた。
「優しい世界へ」はMBS・TBS系列の「スーパーアニメイズムTURBO」枠で2024年11月15日（14日深夜）に放送され、Netflix、Hulu、Crunchyrollなどの動画配信サービスでも配信された。

## 評価
『月刊ニュータイプ』によると、「優しい世界へ」は原作ファンからの期待が大きいエピソードであったという。放送後、「優しい世界へ」は評論家から高く評価された。『電撃オンライン』のカワチは、「クオリティが想像以上で内容を知っていても泣いてしまう展開」になっているとして、このエピソードを「神回」と表現した。『Anime News Network』のジェームズ・ベケットは、自身が今までに視聴したアニメの中でトップクラスの芸術性であり、このエピソードを超える可能性のある近年の作品は藤本タツキ原作のアニメ映画『ルックバック』のみであると評した。『アニメ・コーナー』のジェイ・ギブスは、演出・音楽・演技・テンポといったあらゆる側面が細部に至るまで素晴らしく、今シーズンのアニメで最高のエピソードであり、これまで自身が視聴したアニメの中でも有数の印象的なエピソードであると評した。『UKアニメ・ネットワーク』のダウフィッド・ケリーは、自身が今年視聴した30分のテレビ番組の中で有数の「悲痛で感動的な作品」であり、「胸をえぐられるようなクライマックス」になっていると評した。
『Anime News Network』のジェームズ・ベケットは、アクロバティックさらさらの心の中に我々を連れていき、妖怪へと変化するに至った恐ろしい過去を追体験させることで、感動的かつ衝撃的なエピソードになっていると評した。『ザ・ファンダム・ポスト』のケストレル・スウィフトは、アクション満載の序盤から感動的で優しい物語へと移行するため、これまでにないほど大きく期待を裏切られ、全く別の番組のように感じると評した。スウィフトは、2つの異なるエピソードが1つにまとまっているように思えるが、いずれも傑出した完成度でお互いを補い合っていると評した。『電撃オンライン』のカワチは、アニメオリジナルの要素を加えながらも、「原作から展開や演出を変えることなく、アニメに合わせて最高の答えを出してくれた」としてスタッフを称賛した。『スクリーン・ラント』のザック・ザモラは、アクロバティックさらさらの過去には派手なアクションはないものの、平穏で親近感を与える演出がその後の悲劇的なストーリーをさらに引き立てていると評した。アニメ評論家の藤津亮太は、2024年に放送されたテレビアニメの印象的なエピソード10選でこのエピソードを選出し、「回想シーンを台詞なしで進行し、いちばん大事な台詞の印象が深くなるよう構成したことで視聴者の胸に深く刺さる内容となった」と評した。
美術について、『ゲーム・ラント』のマシュー・マグヌス・ランディーンは、エピソード冒頭のアクロバティックさらさらの揺れ動く一人称視点はファウンド・フッテージを彷彿とさせており、取り乱した演技や不気味な舞台もあって、「繊細ながら印象的なオープニング」になっていると評した。ランディーンは、前回のアクロバティックさらさらは恐ろしく奇怪な存在に見えたが、今回はやや人間らしく見え、さらに細部の特徴や愛羅に向かって手を伸ばす時の切望の気持ちによって、彼女を視聴者へ近づけることで、怪物的な性質が強調されていると評した。映画ライターの杉本穂高は、アクロバティックさらさらに起こった悲劇をリアル調の作画で表現することで、「現実にも起こる悲劇だと伝えるかのような生々しいシーン」になっていると評した。杉本は生前のアクロバティックさらさらが自殺するシーンを、同じくサイエンスSARUが制作した『きみの色』を彷彿とさせる美しい作画で描いて「彼女の魂は悪霊時の姿とは異なり美しいのだということを、映像と音楽の力で表現しきった。その美しさは、醜い悪霊になっても消えなかったのだ、という感動のエピソードに仕立ててみせた」と称賛した。また、杉本はアクロバティックさらさらのオーラの色がアニメでは紫がかったピンク色で描かれることで、髪色がピンク色の愛羅との絆が表現されていると評し、「モノクロのマンガではできない表現をアニメで取り入れ、その魅力を映像として見事に立ち昇らせた」として、「サイエンスSARUの技術と演出力の高さを、発揮した見事なエピソードとして記憶されることになるだろう」と述べた。『アニメ・トレンディング』のメルヴィン・タンは、回想シーンではキャラクターの作画が重みを増していることで、親子を実在の人物として考えたり、感情移入したりすることが容易になっていると評した。
演技について、『電撃オンライン』のカワチは、アクロバティックさらさらの「怪異としての怖さ」だけではなく「娘を思う母親の純粋な気持ち」も見事に表現されているとして、アクロバティックさらさら役の井上喜久子の演技を称賛した。『アニメ・コーナー』のジェイ・ギブスは、アクロバティックさらさらの生前のシーンで言葉を使うことなく深い絶望を表した井上のスキルは並外れていると称賛した。『メタルギア』シリーズを手掛けたゲームデザイナーの小島秀夫は井上の演技を称賛し、同じく井上が声優を担当する『メタルギアソリッド3』のザ・ボスの演技を上回ったと評した。
音楽について、『アニメ・コーナー』のジェイ・ギブスは、「最終的に悲劇的な結末となり、娘を失ってしまうことが明らか」な場面において、ピアノが完璧な伴奏になっていたと称賛した。また、ギブスは生前のアクロバティックさらさらが娘に抱きしめられると雨音が消え、家のドアが開いて光が差し込むと音楽が流れ出すといった細部の描写が、セックスワークを含む複数の仕事をする状態と、娘との素晴らしい時間を過ごす状態の対比を示すという大きな役割を果たしていると評した。『電撃オンライン』のカワチは、生前のアクロバティックさらさらが自殺するシーンでは、綺麗な動きに牛尾憲輔の繊細な音楽が加わることで、「美しくも悲しい芸術的なシーン」になっていると評した。『スクリーン・ラント』のザック・ザモラは、作中で最も悲しい瞬間において、牛尾による陰鬱なピアノの音色がシームレスに組み入れられていると評した。